# Ciaculli
Ciaculli (Ciacuddi in dialetto palermitano) è una località del Comune di Palermo che conserva le caratteristiche della tipica borgata di campagna. Si trova alle porte della città e conta circa 9 550 abitanti. Rientra nella II Circoscrizione ed insieme alla frazione di Croceverde-Giardina forma la nona Unità di primo livello di Palermo. Vicino si trova Santa Maria di Gesù, altra borgata di origine contadina.
Ciaculli è collocata a sud-est di Palermo, separata a nord dall'Autostrada A19 e dalla zona industriale Brancaccio, è confinante a est con la piccola borgata di Croceverde-Giardina. A sud viene toccata dalle falde del Monte Grifone e a sud-est confina con Gibilrossa, località del comune di Misilmeri. Non distante in direzione nord-est l'area agricola della borgata confina con il territorio comunale della cittadina di Villabate.
Ciaculli è composta prevalentemente da edilizia residenziale e rurale, ed è una delle aree di verde agricolo dell'Area metropolitana di Palermo, immersa nella Conca d'oro.
È costituita da una via principale omonima, che si ramifica poi in un bivio da cui nasce la S.P. 37 che arrampicandosi sul Monte Grifone, con un tragitto tortuoso e panoramico, collega Palermo al limitrofo comune di Belmonte Mezzagno. Ciaculli conserva esempi di edilizia contadina e tra le sue contrade non sono pochi i vecchi casali o bagli di grandi proprietari terrieri del 700 e dell'800. Molti sono anche i vecchi magazzini risalenti alla fine Ottocento, usati come depositi per gli strumenti da campagna, questi magazzini o Malaseni così chiamati in siciliano possiedono un caratteristico tetto ricoperto di tegole.
Negli anni ottanta molti agrumeti furono distrutti per fare spazio all'edilizia popolare, con la conseguente crescita della popolazione della borgata. Nella parte alta (quella sud-est) della frazione rimangono ancora intatte le vecchie abitazioni degli originari residenti, ed i giardini coltivati rigorosamente ad agrumi adiacenti alle case. Nella borgata si trovano nella grotta calcarea di San Ciro, resti di mammiferi risalenti al Quaternario; perlopiù si tratta di Elephas falconeri siciliani o Elefante nano, rinvenuti e trasportati nei musei.

## Origine del nome

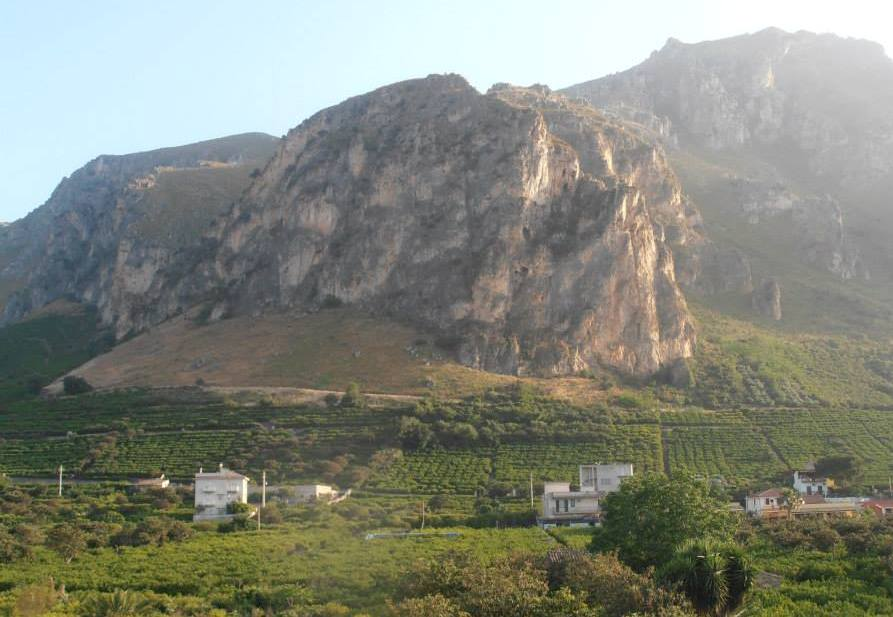
Un costone roccioso del Monte Grifone visto dalla borgata

Il nome Ciaculli si è modificato nel corso dei secoli. Si pensa risalga dal termine siciliano ciachi, con cui vengono denominati i sassi che caratterizzarono, fino ai primi Novecento, la pavimentazione delle strade della borgata. Questi sassi di origine calcarea precipitavano dal Monte Grifone. Da ciachi si passò con il chiamarli ciacuzzi, cioè piccoli sassi, da lì il nome attuale: Ciaculli, in dialetto Ciacuddi. Gli abitanti portano il nome di ciacuddari.

## Storia
Il nucleo abitativo della borgata si sviluppa lungo strette stradine agricole che fin dai primi del
XVIII secolo servivano a collegare le case patronali dei ricchi signori proprietari terrieri al resto della Conca d'Oro, allora il tessuto urbano della città era parecchio distante. Significativa dimostrazione di come sia nata la borgata contadina è la sua strada che ha mantenuto pressoché integri i caratteri dell'antico tracciato rurale. Ancora oggi la strada è definita dagli alti muri di cinta delle proprietà che si interrompono solo per lasciare spazio ai portali ed ai cancelli d'ingresso ai fondi agrumicoli ed ai bagli. La maggior parte dei muri ha conservato i caratteri originari anche se in alcuni tratti sono evidenti i segni di rifacimenti recenti in cemento o con blocchetti di tufo, dovuti in alcuni casi al crollo del muro originario o all'apertura di nuovi varchi. I "firriati" cioè le recinzioni chiudevano tutta la proprietà ma si sono conservati solo quelli che ancora oggi hanno una funzione di protezione lungo il percorso pubblico. È a ridosso di tali strade che sorsero le prime abitazioni. Nel 1897 a Ciaculli veniva aperta al culto la chiesa madre locale dedicata al Santissimo Crocifisso.
Fu tra Ciaculli e la frazione di Misilmeri denominata Gibilrossa che, durante la Spedizione dei Mille, Garibaldi campeggiò, riposò e decise la presa di Palermo, grazie alla visuale completa delle città da queste aree collinari, rivolgendo la storica frase a Nino Bixio: "Nino, domani a Palermo!". Fu eretto sulla collina un obelisco che ancora oggi ricorda il passaggio dei mille tra queste campagne.
Nella borgata ha avuto luogo la strage di Ciaculli del 1963, in cui a causa di un attentato dinamitardo di Cosa Nostra persero la vita sette carabinieri. Ad esplodere fu una Alfa Romeo Giulietta, tanto che la strage è nota anche come, "strage della Giulietta".
Il capomafia Michele Greco, molto affezionato a questa frazione, visse qui nella sua tenuta detta Favarella, dove era solito invitare amici per la caccia e la raccolta degli agrumi.
Nel 2005, in un agrumeto di venticinquemila metri quadrati confiscato a Paolo Greco, è stato inaugurato il Giardino della Memoria, dedicato alle vittime della mafia. Per ogni eroe caduto nella lotta alla mafia, è stato piantato un diverso esemplare di arbusto, ai piedi del quale c'è una targa con il nome e la data di morte della vittima. Nel 2011 è stato presentato dall'Unci Sicilia (Gruppo cronisti siciliani presieduto dal giornalista Leone Zingales), l'Anm (Associazione Nazionale Magistrati) e dalla Fondazione "Giovanni e Francesca Falcone" un progetto per la realizzazione di un museo della legalità, che sorgerà accanto all'area alberata, nello stesso Giardino della Memoria. Il 23 maggio 2012, in occasione del XX anniversario della Strage di Capaci, il presidente del consiglio Mario Monti, il ministro della Pubblica istruzione Francesco Profumo e il ministro dell'interno Anna Maria Cancellieri hanno visitato il giardino della borgata.

## Economia

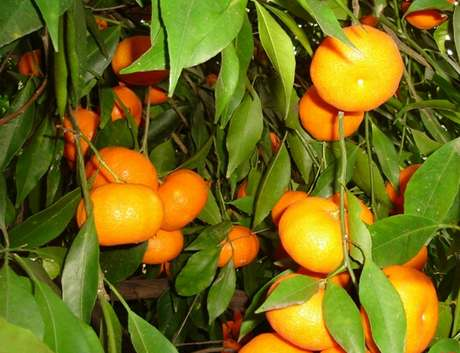
Il simbolo dell'economia di Ciaculli: i mandarini tardivi

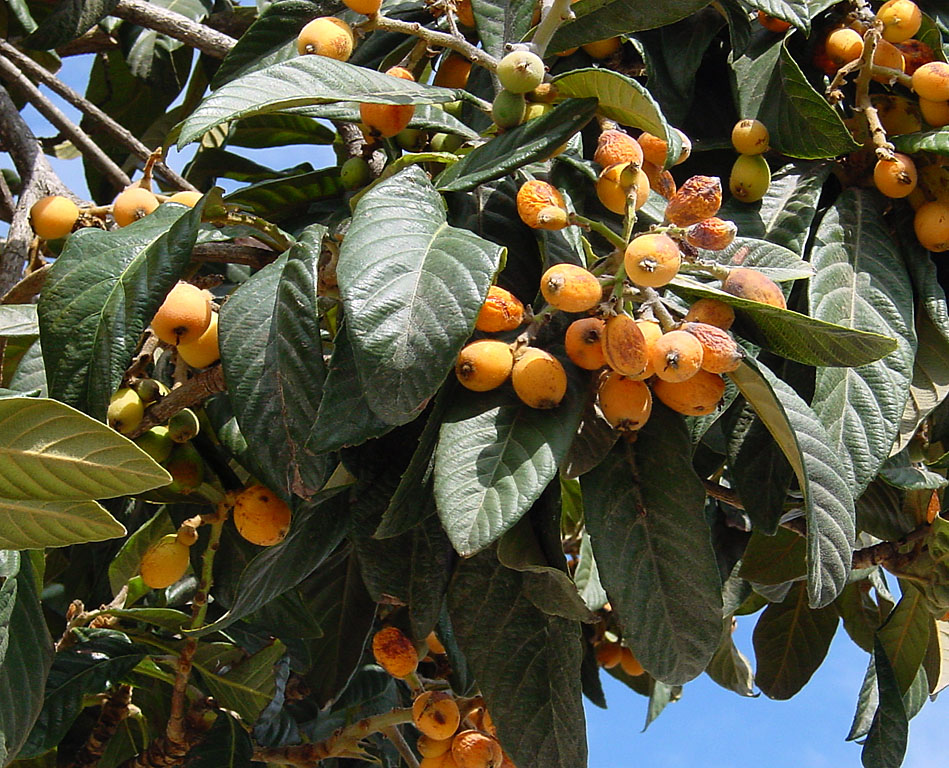
Il secondo frutto più coltivato in zona dopo i mandarini: la nespola

L'economia della borgata è sempre stata di tipo agricolo, ed in particolare agrumicolo. Proprio per la sua posizione riparata e collinare il territorio di Ciaculli costituisce l'ultima estesa area agricola del comune di Palermo anche se negli ultimi decenni la zona è stata interessata da un'incontrollata e indiscriminata attività di edilizia abusiva che rischia di danneggiare irrimediabilmente il territorio producendo in alcune zone un grave dissesto idro-geologico.
In quest'area, che, fino a pochi decenni fa presentava i caratteri originari del paesaggio storico rurale della Conca d'Oro degli inizi del XX secolo, è presente un noto Parco Agricolo dove viene coltivato il famoso "mandarino tardivo di Ciaculli", tutelato da Slow Food ed esportato in tutto il mondo. Il prodotto è stato più volte presentato in fiere ed eventi internazionali. Oggi dalla lavorazione di questa specie di mandarino si producono: la marmellata di Ciaculli, il Rosolio che è un liquore dolce ottenuto dal mandarino ancora verde, ed il miele, prodotto dai fiori di Zagara, prima della maturazione del frutto. La specie protetta fu qua importata nella metà dell'Ottocento, trovò il suo habitat ideale facendo così di Ciaculli l'unico angolo al mondo dove spontaneamente cresce questo mandarino. I coltivatori abitanti nella borgata spesso hanno un agrumeto quasi sempre nel retro della loro casa, e sono riuniti in un consorzio che disinfetta, tratta il prodotto, lo esporta in tutta Europa. Anche i limoni, arance e anche frutti che non fanno parte degli agrumi come le nespole, qui sono coltivati e prodotti con un grande ritmo. In alcune aree della frazione i terreni sono talmente ripidi (fino al 50%) che questa elevata pendenza costringe ad una coltivazione in dei Terrazzamenti. Altra specie che qui cresce, in minoranza è il nespolo. Quest'ultimo frutto matura invece nel periodo che va da fine aprile sino alla metà di giugno.
La maggior parte della produzione viene commercializzata dal consorzio "Il tardivo di Ciaculli", che è dislocato anche a Croceverde-Giardina. Il Consorzio del tardivo, costituitosi nel 1999, riunisce oggi una novantina di produttori di zona. Esso ha l'obiettivo di promuovere tutte le iniziative per tutelare, valorizzare e sviluppare le aree agricole di alto pregio situate nella Conca d'Oro, oggi, quasi del tutto cementificata.

## Il giorno festivo
Ogni anno, la prima domenica dopo il 14 settembre, o il giorno stesso del 14, in onore della ricorrenza dell'Esaltazione della croce, nella frazione si festeggia il santo patrono, ossia il Santissimo Crocifisso, portato in processione tra le "viuzze", e le contrade. È un crocifisso ligneo con il capo del Cristo rivolto verso il cielo, è posto su una vara portata a mano dai fedeli, il tutto risalente al 1699. La festa si apre e si chiude con delle alborate, cioè degli acuti colpi sparati di giochi pirotecnici, fatti echeggiare ai piedi del Monte Grifone.

## Contrade e zone agricole
Fin dalle origini della borgata di Ciaculli, si era solito denominare i lotti agricoli con i cognomi dei grandi proprietari terrieri, o si dava ad essi il nome delle peculiarità dell'area. Oggi sono rimasti conservati alcuni esempi di queste contrade dove spesso sorgono bagli di campagna, queste contrade campagnole sono chiamate con lo pseudonimo di: baglio, fondo, trazzera, ecc. Oggi rimangono:
- A Ricchizza (Ampia zona intensamente coltivata denominata così per la ricca fertilità del terreno);
- Baglio Galati - Di Giorgi (Fondo agricolo al confine tra Ciaculli e Croceverde);
- Fondo Alliata (Strada agricola con omonimo casale seicentesco adiacente);
- Fondo Di Pisa (Fondo con villa un tempo dell'omonima famiglia) ;
- Fondo Dragotta (Traversa tra via Ciaculli fino alla montagna);
- Fondo Favarella (Vasti agrumeti ai confini con Croceverde);
- Molone di sopra (Fondo agricolo con agrumeti e casale a lato Sud della borgata);
- Molone di sotto (Fondo agricolo con agrumeti e casale a lato Nord della borgata);
- Reitano (Aree agricole pianeggianti. Oggi vi sono agglomerati di edifici popolari);
- Piazzetta Di Franco (Cortile con magazzini agricoli dirimpettaio alla chiesa del Crocifisso).